# 一戸恵梨子
一戸 恵梨子（いちのへ えりこ、旧芸名：濱田恵梨子はまだ えりこ〔本名：同じ〕、1984年1月7日 - ）は、日本のタレント、レポーター、元レースクイーン。愛称は「いっとちゃん」「えりつぃん」「ハマエリ」。

## 所属事務所遍歴
- プラチナムプロダクション→ゼロレインジエンターテイメント（ - 2007年[1]）→ハイタイド（2007年12月[1] - 2009年8月[2]）→サイドエー→オフィスキイワード

## 人物
- 青森県出身だが、比較的小さい頃に東京都へ引っ越している。高校在学中オーストラリアに1年間留学した経験を持つ[3]。
- 趣味・特技はダンス、トライアスロン、ヨガ。
- 妹が1人いる[4]。
- 東京学芸大学教育学部附属大泉中学 - 日本社会事業大学社会福祉学部 卒業。2007年3月には社会福祉士の資格を取得している。
- 元々は左利きであったが、小学校入学と同時に矯正した結果、現在は両利きである。
- 工場鑑賞が好きな工場萌えであることを自ら公言している。
- 2013年10月30日、第一子となる女児を出産。

## 出演

### テレビ
過去も含む。
- 地域情報便 じもっと!!(2016年10月 - YCV)
- SUPER GT レース中継 （ピットレポーター・2008年3月 - 、J SPORTS）
- FC東京ホットライン （2009年4月 - 2010年2月、TOKYO MXテレビ）
- GTV(JSPORTS)
- 青い森の国から （ナレーター・2011年4月9日 - 2011年6月29日、青森テレビ）
- D1GP 2011（メインMC 2011年3月 - 、BSフジ）
- チャンス ドビュッシー （2008年4月 - 9月、BSジャパン）
- 月刊今夜もドル箱!!R （2006年7月 -2008年8月 、テレビ東京系）
- 蘇れ！サーキットの狼 （2006年12月、MONDO21）
- Formula Nippon （2006年11月、エンタ!371）
- うたばん （2006年4月、TBS系）
- トランス☆LOVER （2006年2月、テレビ東京系）
- ワンダーナイト （2005年1月 - 、BS朝日）
- 世界バリバリ★バリュー （2004年、TBS系）
- 今夜もドル箱 （2009年10月20日、テレビ東京）・・・渡辺万美と共にゲスト。

### CM
- マクドナルド「チキンサルササンド」（「メキシカン娘」篇）
- UFJニコス「Smart Plus」
- STC SHOP

### 映画
- 学校の階段 （2007年、佐々木浩久監督）
- 呪霊 THE MOVIE 〜黒呪霊〜（2004年、日本スカイウェイ・パル企画、白石晃士監督）
- 人生をうまく跳べない人（2009年、マジカル、横井健司監督）

### 舞台
- 劇団浪漫狂第22回公演「ピカレスクpp（ピアニッシモ）行進曲♪」銀座博品館劇場（初舞台にして中国人ヒロイン役）
- 劇団クラゲ荘第5弾「魂を握りつぶした男」中野ザポケット、小山由紀役（ヒロイン）
- 劇団たいしゅう小説家presents 空間ビリー「夏の夜の夢」東京芸術劇場
- メロン記念日主演「UNO:R」シアターグリーン、愛川清美役

### 雑誌
- STYLE WAGON表紙（2008年5月号・6月号、ニューズ出版）
- 週刊少年チャンピオン（2007年）
- 週刊ヤングサンデー「乙女学院」（2007年）
- ザ・ベストMAGAZINE3月号増刊「GRAPHY」（2005年）

### ラジオ
- レインボータウンFM「わくわくピットロード」（2006年4月 - ）
- J-WAVE「TOYOTA ROAD TO TOMORROW」（2011年4月 - ）・・・「TOYOTA RADIO DRIVE」コーナー担当
- Fmyokohama 「神奈川トヨタインフォメーション」

### レースクイーン
- F1、Indy Japan、SUPER GT、Formula Nippon「ARTA GALS」（2007年）・・・他メンバー：西内裕美、大塚莉奈、白石莉紗